# فل اسپرینگ (ویرجینیای غربی)
فل اسپرینگ(به انگلیسی: Falling Spring) شهری در ایالت ویرجینیای غربی کشور ایالات متحده آمریکا است که جمعیت آن در سرشماری سال ۲۰۱۰ میلادی، ۲۱۱ نفر بوده‌است.